# Лашанз
Лашанз (англ. LaChanze; нар. 16 грудня 1961) — американська співачка, акторка і танцівниця, яка досягла успіху завдяки виступам у бродвейських мюзиклах.

## Життєпис
Лашанз народилася в Сент-Огастіні, штат Флорида, закінчила державний університет в Балтиморі, штат Меріленд, потім вивчала театральне мистецтво у Філадельфії. Її дебют відбувся у бродвейському мюзиклі 1986 року Uptown … It's Hot!, а в 1991 році вона отримала Theatre World Award за гру в одноактному мюзиклі Once on This Island. Ця ж роль принесла їй першу номінацію на премію «Тоні». Лашанз виступала в багатьох інших постановках впродовж наступних років.
З 1998 по 2001 рік була одружена з Кальвіном Гудінгом, який загинув 11 вересня 2001 року, коли Лашанз була вдруге вагітна.
Лашанз виграла премію «Тоні» за кращу жіночу роль у мюзиклі за роль Селії в мюзиклі 2005 року «Квіти лілові полів». Поряд з роботою на сцені вона зіграла у фільмах «Сила віри», «Консьєрж» і «Прислуга», а також була гостею в серіалах «Шоу Косбі» та «Закон і порядок: Спеціальний корпус». У 2014 році Лашанз повернулася на бродвейську сцену в мюзиклі If / Then з Ідіною Мензел.